# Günter Garbrecht

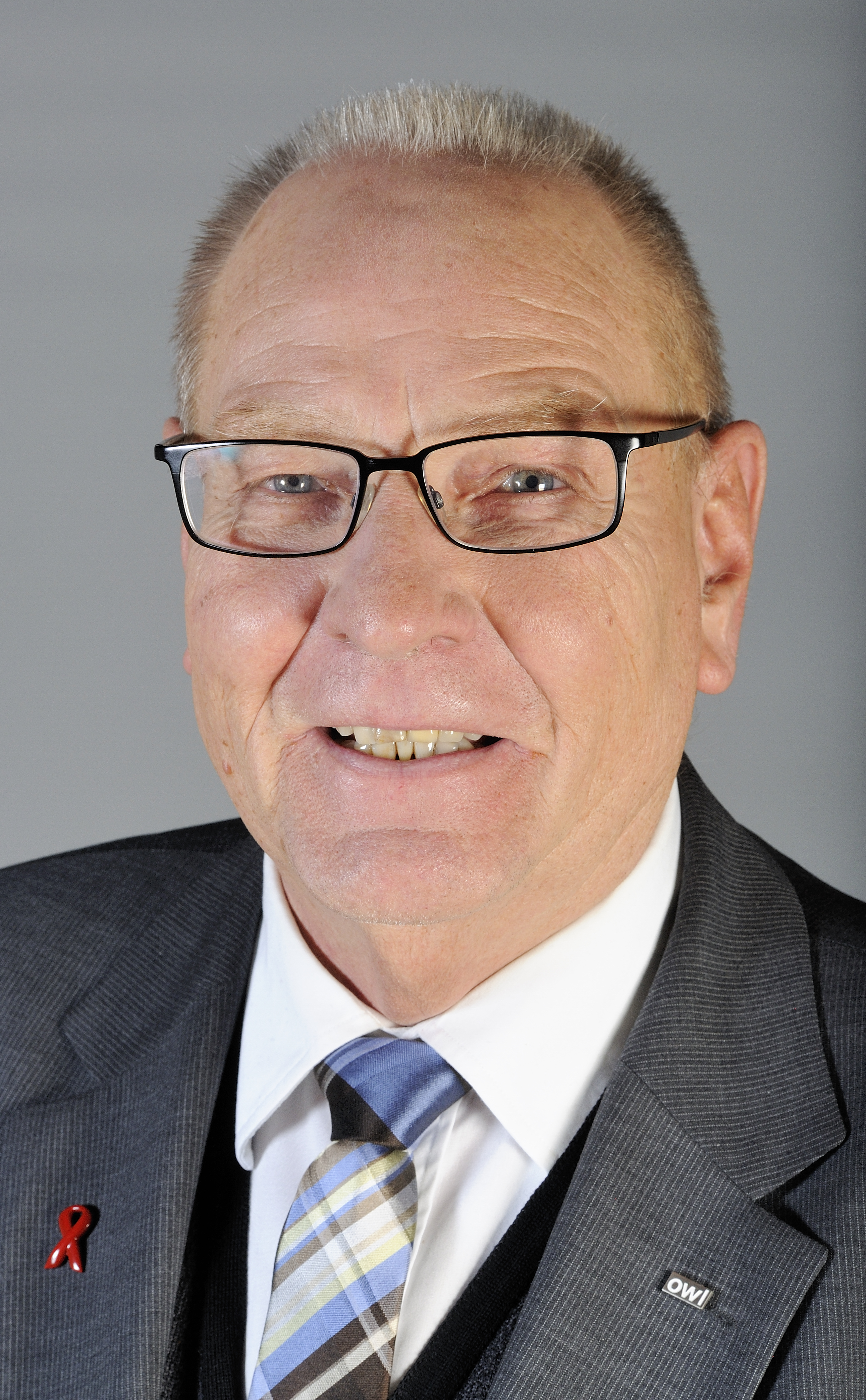
Günter Garbrecht (2013)

Günter Garbrecht (* 6. Januar 1950 in Bünde) ist ein deutscher Politiker (SPD). Er war von 2000 bis 2017 Abgeordneter des Landtags von Nordrhein-Westfalen.

## Leben
Nach dem Volksschulabschluss 1965 absolvierte Garbrecht eine Lehre zum Werkzeugmacher. Von 1970 bis 1973 war er als Sekretär der SJD „Die Falken“ im Bezirk Ostwestfalen-Lippe tätig, bevor er von 1974 bis 1975 den Grundwehrdienst ableistete. Danach studierte er von 1976 bis 1978 an der Hochschule für Wirtschaft und Politik in Hamburg. Die nächsten Jahre war er von 1978 bis 1980 als Zeitarbeitnehmer tätig, dann von 1981 bis 2000 als Werkzeugmacher.

## Politik
Garbrecht wurde 1965 Mitglied der IG Metall und 1973 Mitglied der SPD. Er war seit 1986 Vorsitzender der Arbeitsgemeinschaft für Arbeit im SPD-Unterbezirk Bielefeld. Von 1984 bis 1989 gehörte er der Bezirksvertretung Bielefeld-Mitte an. Seit 1989 ist er Mitglied im Rat der Stadt Bielefeld, wo er seit 1994 Vorsitzender des Sozial- und Gesundheitsausschusses ist. Von 1994 bis 2000 war er Mitglied der Landschaftsversammlung Westfalen-Lippe. Bei der Landtagswahl 2000 wurde er in den Landtag von Nordrhein-Westfalen gewählt, dem er auch nach der Landtagswahl 2005 weiter angehörte. Er vertritt den Wahlkreis Bielefeld I (92) als direkt gewählter Abgeordneter. In seiner ersten Legislaturperiode war er stellvertretender Vorsitzender der Enquete-Kommission Situation und Zukunft der Pflege in NRW. Außerdem war er Mitglied im Haushalts- und Finanzausschuss und im Ausschuss für Städtebau und Wohnen. Seit der Landtagswahl 2005 ist er Vorsitzender des Landtagsausschusses für Arbeit, Gesundheit und Soziales und stellvertretender Vorsitzender des Innenausschusses. Bei den Landtagswahlen 2010 und 2012 gewann Günter Garbrecht erneut den Wahlkreis 92 für die SPD. Dem 2017 gewählten Landtag gehört er nicht mehr an.